# 66 Maja
A 66 Maja a Naprendszer kisbolygóövében található aszteroida. Horace Parnell Tuttle fedezte fel 1861. április 9-én.